# أنطونيو دي فونسيكا
أنطونيو دي فونسيكا هو سياسي إسباني، ولد في 1503 في تورو ‏ في إسبانيا، وتوفي في 19 يناير 1557.

## مناصب
- انتخب أسقف أبرشية [الإنجليزية]‏ (9 يناير 1545 – 27 يونيو 1550).
- انتخب أسقف كاثوليكي.
- انتخب Patriarch of West Indies ‏.
- انتخب Roman Catholic Bishop of Pamplona  [لغات أخرى]‏ (1545 – 1550).